# Zmorec
Zmorec ali veter z morja je veter, ki piha z morja na kopno. Ta veter nastaja zaradi tega, ker je čez dan kopno močneje segreto kakor morje, vsled tega se nad kopnim dviga topel zrak in odteka nad morje, istočasno pa z morja priteka na kopno hladnejši morski zrak.